# Karin Mairitsch
Karin Mairitsch (* 1968 in Klagenfurt) ist bildende Künstlerin, Gestalterin, Kuratorin, Dozentin, Bildungsmanagerin und Autorin. Gleichzeitig war sie in leitenden Positionen in Hochschulen und Medienagenturen tätig. Seit Oktober 2022 ist sie Rektorin der Zürcher Hochschule der Künste (ZHdK).

## Leben
Karin Mairitsch studierte Malerei an der Akademie der bildenden Künste in Wien.
Zwischen 2008 und 2011 war Karin Mairitsch Vizerektorin der Fachhochschule Salzburg und leitete von 2003 bis 2008 dort den Studiengang MultiMediaArt (Bachelor und Master). 2011 bis 2015 war sie Vizedirektorin für den Bereich Bachelor und Vorkurs an der Hochschule Luzern – Design & Kunst. Danach war sie bis 2018 für die Qualitätsentwicklung und die Akkreditierung der Zürcher Hochschule für Angewandte Wissenschaften (ZHAW) verantwortlich. Neben ihrem künstlerischen Schaffen war sie in den Jahren 2021 und 2022 Leiterin des Eigenbetriebs Kultur123
der Stadt Rüsselsheim  mit Theater, Volkshochschule, Stadtbüchereien und Musikschulen. Im Oktober 2022 wurde sie zur Rektorin der Zürcher Hochschule der Künste (ZHdK) ernannt.

## Werke

### Ausstellungen
- 2022: Klanglos schreit,[3][4] Gemeinschaftsausstellung, Galerie Kriens, Kriens, Schweiz.
- 2021: Die Poesie des Fremden – Yabancinin Sirii.[5] Kornschütte, Einzelausstellung, Luzern, Schweiz.

### Publikationen
- Täglich sieben Linien. Erzählung. In: 041 Kulturmagazin - Literaturpause. Nr. 56, Dezember 2020 (karinmairitsch.com [PDF; 97 kB]).
- Helmi Vent - Lab Inter Arts: Einblicke in das Performance-Labor «Hätte hätte Fahrradkette». Vexer Verlag, St. Gallen, Berlin 2020, ISBN 978-3-907112-25-0.
- Town-Ho_Pub. In: Unikat-Ausgabe Magazin_975 #100. 2020.
- Die Poesie des Fremden | Yabancinin Siiri | Poetics of the foreign. Künstler*innenbuch. Vexer Verlag, St. Gallen, Berlin 2019, ISBN 978-3-907112-18-2 (deutsch, türkisch, englisch).
- Von ich bis Frau. Bildband | Anthologie. Edition Seitensprung, Luzern 2019.
- Ich bin eine unbegrenzte Möglichkeit (G. Spitz). Edition Seitensprung, Luzern 2019.

## Auszeichnungen
- 1988: Nachwuchspreis Stadt Allentsteig[6]
- 2020: Werkbeitrag Zentralschweizer Literaturförderung[7]